# Eduard Aßler
Eduard Aßler (* 19. Februar 1887 in Herringhausen; † 28. Januar 1986 in Enger) war ein deutscher Politiker und NSDAP-Kreisleiter in Herford-Land.

## Leben
Eduard Aßler wurde als Sohn des Zigarrenfabrikanten Heinrich Aßler geboren. Nach dem Besuch der Volksschule und der Handelsschule in Bielefeld machte er eine Lehre in einer Zigarrenfabrik und war im Anschluss daran als kaufmännischer Angestellter im väterlichen Betrieb tätig. In den Jahren 1906 bis 1908 musste er Militärdienst leisten. 1908 trat er in den Kyffhäuserbund ein. Seit 1910 war er als selbständiger Kaufmann Teilhaber der väterlichen Firma. Vom 3. August 1914 bis zum 11. Dezember 1918 war er Kriegsteilnehmer in Frankreich und Russland und wurde mit dem Eisernen Kreuz II. Klasse ausgezeichnet.
Zum 1. Januar 1929 trat er in die NSDAP ein (Mitgliedsnummer 110.433), war Kreistagsmitglied in Herford und bis 30. September 1932 NSDAP-Ortsgruppenleiter in Besenkamp. Vom 1. Oktober 1932 bis 14. Dezember 1935 war er NSDAP-Kreisleiter Herford-Land und im Anschluss bis zum 25. Mai 1936 stellvertretender Kreisleiter. Er war 1933 Mitglied des Kreisausschusses. April 1933 wurde er Kreisdeputierter des Kreises Herford und Mitglied des Bezirksausschusses, während er beruflich nach Auflösung seiner Firma im selben Monat zum Arbeitsamt Herford wechselte und nach einer kurzen Einarbeitungszeit Abteilungsleiter wurde. In dieser Funktion blieb er bis zu seiner Wahl zum Amtsbürgermeister in Kirchlengern im November 1933. Dezember 1936 bis 1945 war er schließlich Amtsbürgermeister von Herford-Hiddenhausen und in der Zeit von 1940 bis 1945 Kreisamtsleiter für Kommunalpolitik in Herford.
1930 und 1938 war er Kandidat für den Reichstag und 1932 für den preußischen Landtag.
Am 3. April 1945 zum Volkssturm eingezogen, geriet er am 8. April in britische Kriegsgefangenschaft und blieb bis zum 21. Januar 1948 in Recklinghausen interniert. Im Entnazifizierungsverfahren wurde er in die Kategorie IV eingestuft, mit Beschäftigungsverbot im öffentlichen oder halb-öffentlichen Dienst oder in leitender Stellung in Privatunternehmen. Nach kurzer Zeit der Erwerbslosigkeit erhielt er eine Anstellung als kaufmännischer Angestellter in der Firma seines Schwagers, einem Steinbruchbetrieb und Straßenbau.

## Familie
Eduard Aßler hatte am 12. Oktober 1933 Anna Störmer geheiratet, nachdem seine erste Ehefrau im Jahre 1929 verstorben war. Aus der Ehe gingen sieben Kinder hervor.